# Amata masoni
Amata masoni là một loài bướm đêm thuộc phân họ Arctiinae, họ Erebidae.